# Une histoire des temps à venir
Une histoire des temps à venir (anglais : A Story of the Days To Come) est un roman de science-fiction de l'écrivain britannique H. G. Wells paru dans sa langue d'origine en 1897. 

## Résumé
Le récit a été écrit tout à la fin du XIXe siècle, mais il se passe au XXIIe siècle. À cette époque, l’auteur imagine que toute l’humanité est concentrée dans quelques villes et que dès que l’on en est sorti il n’y a plus que la campagne. Les terres sont exploitées par une seule grand compagnie qui emploie des ouvriers logés en ville et qui se rendent tous les jours sur place pour les cultiver pour le compte de la grande entreprise.
Une jeune fille de bonne famille tombe amoureuse d'un employé d'une plateforme aérienne, ce qui pour son père n'est pas un assez bon parti pour elle. Il décide donc de la faire hypnotiser pour qu’elle l’oublie et qu’elle aime celui qu’il lui destine. Du jour au lendemain l’employé ne voit plus la jeune femme et ne sait pas comment la retrouver. Il finit par la voir par hasard et elle ne le reconnait pas. Il ne voit alors qu’une seule solution pour l’oublier : il décide de se faire hypnotiser. C’est alors qu’il se rend compte que le médecin est celui-là même qui a transformé son amie. Il l’oblige alors à lui rendre son état normal et les deux jeunes amoureux décident de braver le père de la jeune fille et de fuir vivre à la campagne dans un hameau abandonné depuis des années.
Les premiers jours sont idylliques mais lorsque survient un orage et que des chiens errants les menacent ils ont peur, et le lendemain ils retournent en ville. Ils empruntent alors sur l’héritage qu’a laissé sa mère à la jeune fille. Elle ne doit le toucher que dans 3 ans lorsqu’elle aura 21 ans. À ce moment ils se rendent compte qu’ils ont vécu au-dessus de leurs moyens et que les intérêts qu’ils avaient acceptés étaient bien trop importants. Ils sont alors obligés de diminuer leur train de vie. Ils déménagent alors dans un appartement d’un étage en dessous (à cette époque l’auteur imagine que l’ensemble de la ville habite dans de très hautes tours et comme elles sont trop serrées, les pauvres sont logés en bas dans des appartements très obscurs). Ils doivent aussi essayer de trouver un travail et mettent à la crèche leur jeune enfant. Il y attrape une vilaine fièvre et meurt.
Entre-temps ils ont dépensé leurs dernières ressources et n’ont plus d’autre solution que de s’adresser à une entreprise dont le rôle est de donner du travail à tous de manière qu’il n’y ait pas de pauvres. Un tiers de la ville travaille pour elle et en échange ils sont logés (dans des appartements minuscules), habillés d’un uniforme bleu et nourris. Ils ne touchent en plus qu’une somme ridicule et deviennent donc, comme tous les employés de ces entreprises des espèces d’esclaves « volontaires » qui n’ont aucune perspective d’avenir.
Pour ne pas être battu par ses collègues de travail qui ne supportent pas ses manières de petit employé de la classe moyenne il apprend à se battre et se fait ainsi respecter.
Le père de la jeune fille ne fait rien pour eux, bien qu’il en ait les moyens, il attend qu’ils soient au plus bas de l’échelle pour demander à sa fille de quitter son mari et d’épouser celui qu’il lui destinait.
La jeune femme n’aura pas à choisir car l’homme riche est malade des excès qu’il a faits et à 40 ans il meurt en quelques jours. N’ayant pas d’héritier il laisse tout à la jeune femme qui peut reprendre une vie digne, avec son mari.